# 川島兼松
川島 兼松（かわしま かねまつ、1836年8月31日（天保7年7月20日） - 没年不詳）は、日本の建築技師。旧名専之助、東京府平民。

## 経歴
1873年（明治6年）宮内省雇。明治10年からは開拓使雇。1878年（明治11年）5月開拓使御用掛として札幌在勤申付となり工業局営繕課勤務を拝命した。1881年（明治14年）10月被免。
1882年（明治15年）6月からは皇居造営事務局建築課雇。7月御用掛・建築掛設計方となる。工事完了後も1887年（明治20年）7月十一等出仕，同年12月四等匠手、1888年（明治21年）9月内匠四等技手として内匠寮にとどまった。